# Conozoa clementina
Conozoa clementina är en insektsart som först beskrevs av Rentz, D.C.F. och Weissman 1981.  Conozoa clementina ingår i släktet Conozoa och familjen gräshoppor. Inga underarter finns listade i Catalogue of Life.